# Vetiver

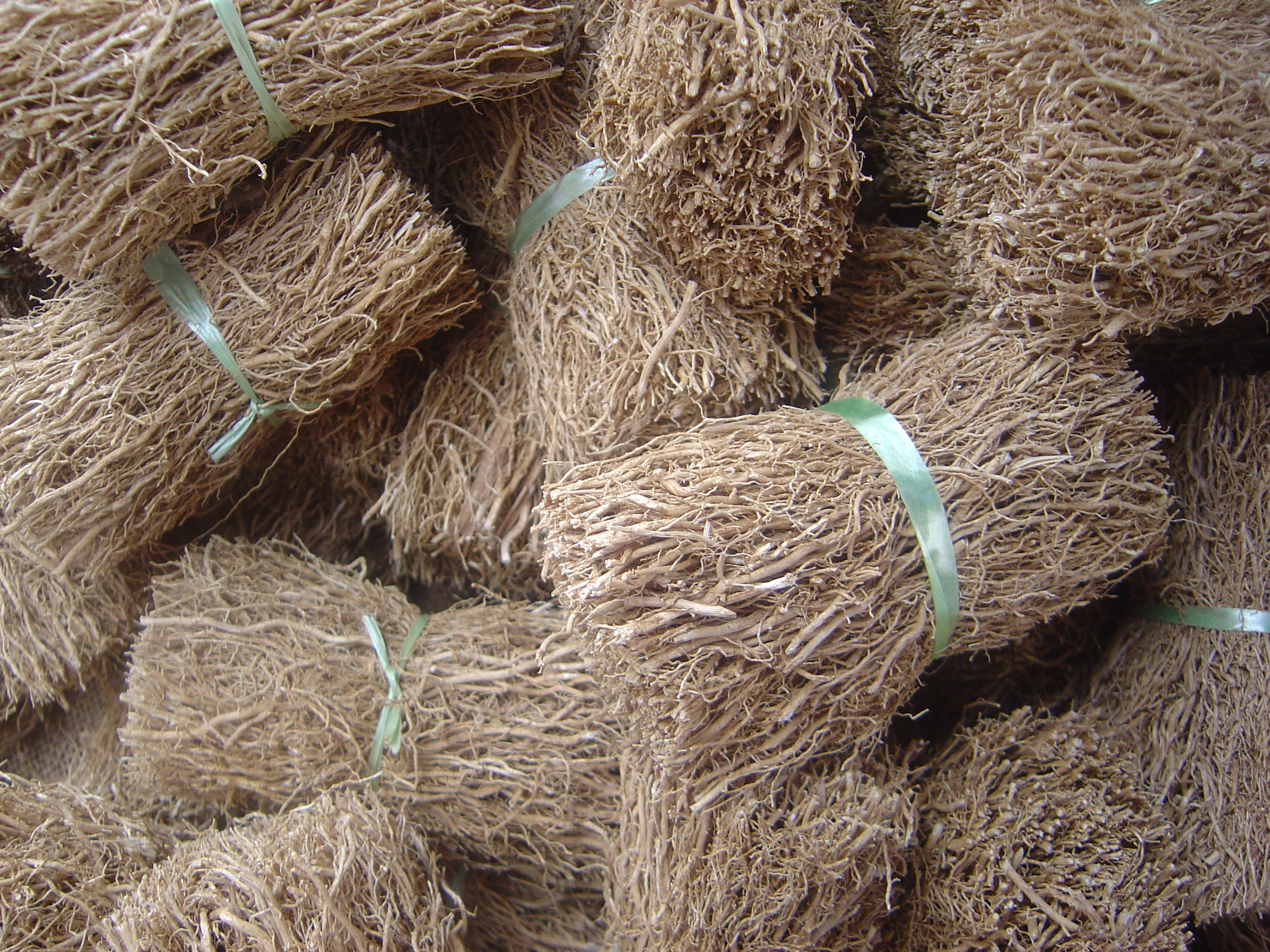
Vetiver-Bündel auf einem Markt

Vetiver [ˈvɛtivɐ] (Vetiveria zizanioides, Synonyme: Chrysopogon zizanioides, Andropogon squarrosus Hack. und Andropogon muricatus Retz.) ist ein ursprünglich aus dem tropischen Asien kommendes Süßgras.

## Beschreibung
Die Grashorste haben einen Durchmesser von etwa 30 cm, die Höhe der Pflanze beträgt 50 bis 150 cm. Die Wurzeln dringen bis zu drei Meter tief mit einem dichten und massereichen Geflecht in den Boden.

## Verwendung
Vetiver wird wegen seines dichten Wurzelgeflechts gezielt überall dort angepflanzt, wo Bodenerosion droht. Die Wurzeln halten zudem den Boden feucht und können ihn bis zu einem gewissen Grad entgiften. Deshalb wird Vetiver in Südostasien einerseits zur Bodenverbesserung angepflanzt, andererseits als Feldumrandung.
Das Gras wird auch als Viehfutter verwendet und sollte dafür alle 1–3 Monate gemäht werden.
Aus den gereinigten frischen und/oder getrockneten Wurzeln wird das ätherische Vetiver-Öl gewonnen, das in der Parfümherstellung, Aromatherapie und Naturheilkunde verwendet wird und zugleich als Räucherwerk dient. Die Wurzeln werden auch als Flechtwerk für z. B. Matten und Schuhe verwendet.